# Генки Харагучи
Генки Харагучи (јап. 原口 元気; Кумагаја, 9. мај 1991) јапански је професионални фудбалер који тренутно игра за клуб Хановер 96.
Своју професионалну каријеру започео је у јапанском клубу Урава Ред Дајмондс за који је одиграо 167 утакмица и дао 33 гола. Године 2014. прелази у Херту где је играо у првој постави као и у претходном клубу. За Херту је одиграо 91 утакмицу и дао само 4 гола. Након тога на позајмицу на годину дана преузима га тим из Немачке из 2. Бундеслиге, Фортуна Диселдорф. Године 2018. прелази у Хановер 96.

## Статистика

### Репрезентација
| Јапан  | Јапан | Јапан |
| Год.   | Ута.  | Гол.  |
| ------ | ----- | ----- |
| 2011   | 1     | 0     |
| 2012   | 0     | 0     |
| 2013   | 2     | 0     |
| 2014   | 0     | 0     |
| 2015   | 8     | 1     |
| 2016   | 9     | 5     |
| 2017   | 9     | 0     |
| 2018   | 11    | 2     |
| Укупно | 40    | 8     |

| #  | Време              | Детаљи                               | Противник         | Гол | Резултат | Такмичење                                |
| -- | ------------------ | ------------------------------------ | ----------------- | --- | -------- | ---------------------------------------- |
| 1. | 11. јун 2015.      | Нисан стадион, Јокохама, Јапан       | Ирак              | 4–0 | 4–0      | Пријатељска утакмица                     |
| 2. | 29. март 2016.     | Саитама арена, Саитама, Јапан        | Сирија            | 5–0 | 5–0      | Квалификације за Светско првенство 2018. |
| 3. | 6. септембар 2016. | Раџамангала арена, Бангкок, Тајланд  | Тајланд           | 1–0 | 2–0      | Квалификације за Светско првенство 2018. |
| 4. | 6. октобар 2016.   | Саитама арена, Саитама, Јапан        | Ирак              | 1–0 | 2–1      | Квалификације за Светско првенство 2018. |
| 5. | 11. октобар 2016.  | Етихад стадион, Мелбурн, Аустралија  | Аустралија        | 1–0 | 1–1      | Квалификације за Светско првенство 2018. |
| 6. | 15. новембар 2016. | Саитама арена, Саитама, Јапан        | Саудијска Арабија | 2–0 | 2–1      | Квалификације за Светско првенство 2018. |
| 7. | 2. јул 2018.       | Ростов арена, Ростов на Дону, Русија | Белгија           | 1–0 | 2–3      | Светско првенство 2018.                  |